# Rozerotte
Rozerotte ist eine auf 310 Metern über Meereshöhe gelegene französische Gemeinde im Département Vosges in der Region Grand Est (bis 2015 Lothringen). Sie gehört zum Kanton Vittel im Arrondissement Neufchâteau. Die Bewohner nennen sich Rozérois.

## Geografie, Infrastruktur
Rozerotte grenzt im Nordosten an Bazoilles-et-Ménil, im Osten an Madecourt, im Südosten an Rancourt, im Süden an Valfroicourt, im Südwesten an Remoncourt und im Nordwesten an Domèvre-sous-Montfort. Das durch Rozerotte führende Teilstück von Vittel nach Hymont der Bahnstrecke Merrey–Hymont-Mattaincourt ist heute nicht mehr in Betrieb.

## Bevölkerungsentwicklung
| Jahr      | 1962 | 1968 | 1975 | 1982 | 1990 | 1999 | 2008 | 2019 |
| --------- | ---- | ---- | ---- | ---- | ---- | ---- | ---- | ---- |
| Einwohner | 206  | 190  | 173  | 230  | 217  | 185  | 201  | 190  |

## Sehenswürdigkeiten

Kirche Saint-Roch

- Kirche Saint-Roch